# Barrage de La Esmeralda
Le barrage de La Esmeralda est un barrage en Colombie. Il est associé à une centrale hydroélectrique de 1 000 MW. Il a donné naissance au lac de Chivor.